# Židněves
Židněves är en ort i Tjeckien.   Den ligger i regionen Mellersta Böhmen, i den centrala delen av landet, 50 km nordost om huvudstaden Prag. Židněves ligger 218 meter över havet och antalet invånare är 236.
Terrängen runt Židněves är huvudsakligen platt, men åt sydväst är den kuperad. Runt Židněves är det ganska glesbefolkat, med 30 invånare per kvadratkilometer. Närmaste större samhälle är Mladá Boleslav, 6,5 km väster om Židněves. Trakten runt Židněves består till största delen av jordbruksmark.